# Дебора Енн Волл
Дебора Енн Волл (англ. Deborah Ann Woll; нар. 7 лютого 1985, Нью-Йорк, США) — американська акторка. Найбільш відома за ролями вампірки Джесіки у американському серіалі «Реальна кров» та Карен Пейдж у серіалах «Шибайголова», «Каратель», «Захисники» та «Шибайголова: Народжений наново».

## Життєпис

### Раннє життя
Народилася 7 лютого 1985 року в Брукліні, Нью-Йорк, США  Батько — архітектор, а мати, Кеті Волл, - вчителька у школі Берклі Керрола . Має ірландсько-німецьке походження. У 2007 році закінчила університет південно-каліфорнійської театральної школи зі ступенем бакалавра. Пройшла прискорену програму Шекспіра в Королівській академії драматичного мистецтва в Лондоні  . Волл навчалася у Колегіальному інституті Пакера, Театральній школі Каліфорнійського університету, де отримала ступінь бакалавра образотворчого мистецтва у 2007 році , а також у Королівській академії драматичного мистецтва в Лондоні . 

### Кар'єра
Волл почала свою кар'єру з епізодичних ролей у кількох телевізійних серіалах, серед яких «Життя як вирок» (2007), «Швидка допомога» (2008), «CSI: Місце злочину» (2008), «Мене звати Ерл» (2008) і «Менталіст» (2008), а також зіграла роль другого плану в пригодницькому телевізійному фільмі «Тузи і вісімки» (2008).

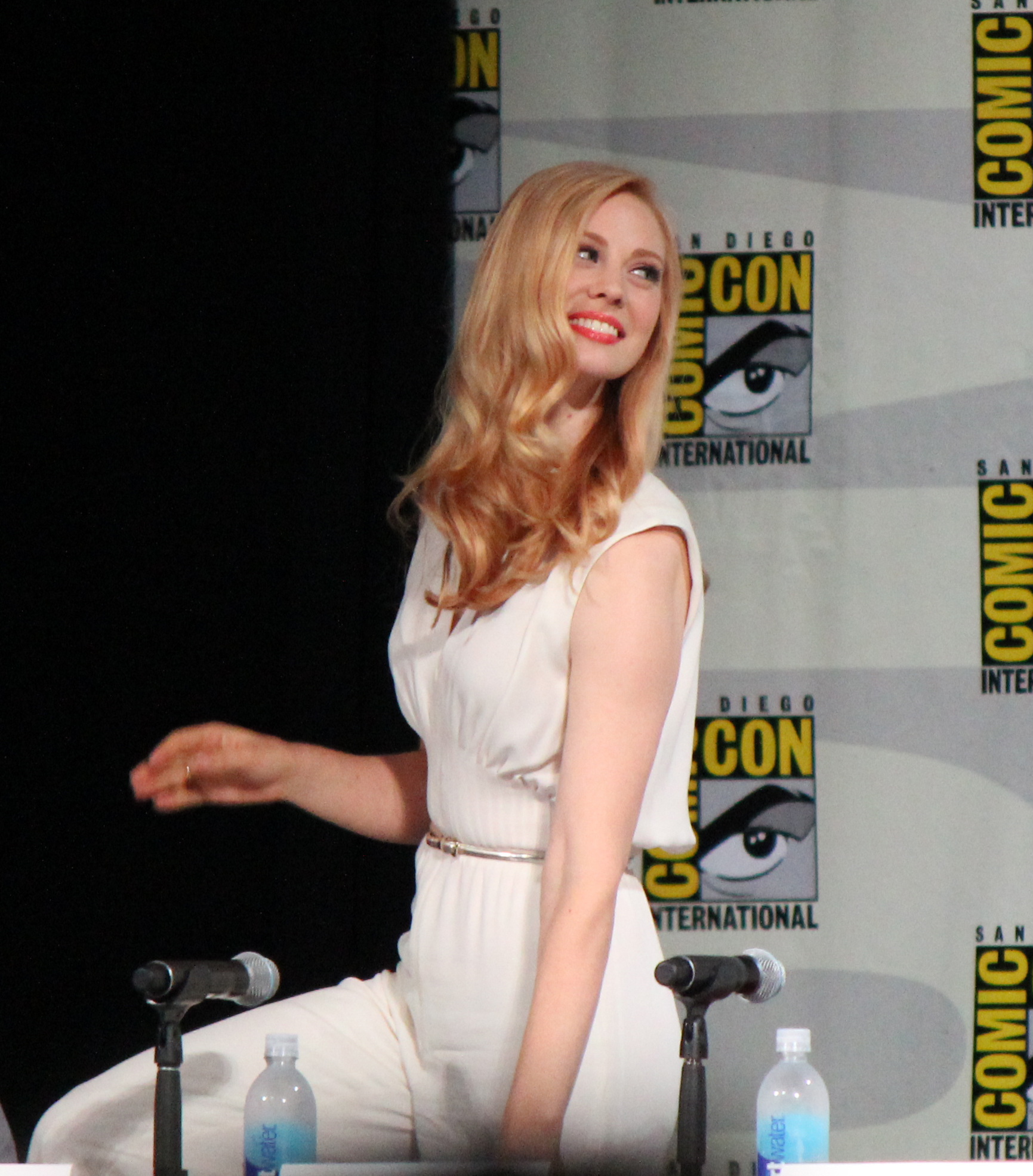
У 2014 році на San Diego Comic-Con

У 2008 році Волл отримала головну роль вампірського нащадка Білла Комптона, Джессіки Хембі, у фентезійному драматичному серіалі «Справжня кров» на каналі HBO. Спочатку вона з'явилася як епізодичний персонаж у першому сезоні, але з другого сезону стала постійним актором . 2009 року вона та її колеги по серіалу «Справжня кров» виграли премію Satellite Award за найкращий акторський склад телевізійного серіалу на 14-й щорічній церемонії нагородження. На 16-й церемонії вручення нагород Гільдії кіноакторів, яка відбулася наступного року, вона та її колеги були номіновані на «Видатну гру ансамблю в драматичному серіалі». Волл виконувала роль Джессіки до завершення серіалу у 2014 році . У 2014 році отримала роль Карен Пейдж у серіалі «Шибайголова» на Netflix, та відтворила її в епізодичних появах у телесеріалі «Каратель».
У 2015 році Дебора знялася в незалежному романтичному драматичному фільмі «Назавжди» .
В 2017 році Дебора зіграла в телесеріалі «Захисники»  . У 2018 році Волл знялася в комедійному фільмі «Срібне озеро» . 2019 року вона також з'явилася в екшн-трилері «Смертельний лабіринт», роль якої повторила в його сиквелі «Смертельний лабіринт 2: Небезпека всюди»  в 2021 . Перший мав великий комерційний успіх, перевершивши початкові очікування і дебютувавши з $18,2 млн,  а фінішувавши з $155,7 млн .
Після творчої переробки «Шибайголова: Народжений наново» (2025 - дотепер), у січні 2024 року повідомлялося, що Волл і Елден Генсон, які зіграли в “Шибайголові”, повернуться до своїх ролей Карен і Фоґґі Нельсона, але на той час було незрозуміло, в скількох епізодах вони з'являться .

## Особисте життя
Дебора Енн Волл почала зустрічатися з Е. Джей Скоттом у грудні 2007 року. Вони одружилися в грудні 2018 р.  У Скотта хороідермія - захворювання, яке зрештою призводить до сліпоти, і Волл використовує свою платформу, щоб допомогти підвищити обізнаність про цю хворобу. Вона сказала, що ставлення Скотта до своєї інвалідності надихнуло її на відвагу в її власній, хоч і не такій, що змінила життя, боротьбі з целіакією .

## Фільмографія

### Фільми
| Рік  |    | Українська назва                          | Оригінальна назва                       | Роль          |
| ---- | -- | ----------------------------------------- | --------------------------------------- | ------------- |
| 2008 | кф |                                           | La Cachette                             | Сара          |
| 2010 | ф  | День матері                               | Mother's Day                            | Лідія Коффін  |
| 2011 | ф  |                                           | Little Murder                           | Моллі         |
| 2011 | ф  |                                           | Seven Days in Utopia                    | Сара          |
| 2011 | ф  | Одного разу цей біль принесе тобі користь | Someday This Pain Will Be Useful to You | Джилліан Свєк |
| 2011 | ф  | Пастка 44                                 | Catch .44                               | Довн          |
| 2012 | ф  | Рубі Спаркс                               | Ruby Sparks                             | Лайла         |
| 2013 | ф  |                                           | Highland Park                           | Лілі          |
| 2014 | ф  |                                           | Meet Me in Montenegro                   | Венді         |
| 2015 | ф  |                                           | The Automatic Hate                      | Кессі         |
| 2015 | ф  |                                           | Forever                                 | Еліс          |
| 2018 | ф  |                                           | Silver Lake                             | Мері          |
| 2019 | ф  | Смертельний лабіринт                      | Escape Room                             | Аманда Гарпер |
| 2021 | ф  | Смертельний лабіринт 2: Небезпека всюди   | Escape Room 2                           | Аманда Гарпер |
| 2021 | ф  |                                           | Ida Red                                 | Джіні Уокер   |

### Телебачення
| Рік       |    | Українська назва                    | Оригінальна назва                 | Роль                                             |
| --------- | -- | ----------------------------------- | --------------------------------- | ------------------------------------------------ |
| 2007      | с  |                                     | Life                              | Ненсі Віщинський (Епізод: "Powerless")           |
| 2008      | тф |                                     | Aces 'N' Eights                   | перелякана жінка                                 |
| 2008      | с  | Швидка допомога                     | ER                                | Аврора Квілл (Епізод: "Owner of a Broken Heart") |
| 2008      | с  | Мене звати Ерл                      | My Name Is Earl                   | Грета (2 епізоди)                                |
| 2008      | с  | CSI: Місце злочину                  | CSI: Crime Scene Investigation    | офіціантка (Епізод: "For Gedda")                 |
| 2008      | с  | Менталіст                           | The Mentalist                     | Керрі Шіен (Епізод: "Red Brick and Ivy")         |
| 2008—2014 | с  | Реальна кров                        | True Blood                        | Джессіка Гембі (70 епізодів)                     |
| 2009      | с  | Закон і порядок: Спеціальний корпус | Law & Order: Special Victims Unit | Лілі Мілтон (Епізод: "Solitary")                 |
| 2013      | мс |                                     | Axe Cop                           | найкраща фея у світі (Епізод: "The Dumb List")   |
| 2015—2018 | с  | Шибайголова                         | Daredevil                         | Карен Пейдж (39 епізодів)                        |
| 2017      | с  | Захисники                           | The Defenders                     | Карен Пейдж (4 епізоди)                          |
| 2017—2019 | с  | Каратель                            | The Punisher                      | Карен Пейдж (5 епізодів)                         |
| 2019      | с  |                                     | Relics and Rarities               | Dungeon Master (6 епізодів)                      |
| 2023      | с  | Квантовий стрибок                   | Quantum Leap                      | Карлі Фармер (Епізод: "Fellow Travelers")        |
| 2025      | с  | Шибайголова: Народжений наново      | Daredevil: Born Again             | Карен Пейдж                                      |

### Відеоігри
| Рік  |    | Українська назва     | Оригінальна назва    | Роль |
| ---- | -- | -------------------- | -------------------- | ---- |
| 2022 | вг | God of War: Ragnarök | God of War: Ragnarök | Фей  |

## Нагороди і номінації
- 2009 — премія Satellite Awards «Найкращий акторський ансамбль» за телесеріал «Реальна кров»;
- 2010 — номінація на премію  Screen Actors Guild Awards « Найкращий акторський ансамбль драматичного серіалу» за телесеріал «Реальна кров».
- 2010 — номінація на премію Scream Awards в категорії «Найкращий жіночий персонаж» в телесеріалі «Реальна кров».
- 2010 — номінація на премію Scream Awards як «Найкращий творчий ансамбль» в телесеріалі «Реальна кров».
- 2011 — премія Scream Awards як «Найкращий творчий ансамбль» в телесеріалі «Реальна кров».
- 2019 — номінація на премію Сатурн як «Найкраща жіноча роль у стрімінговому серіалі» в телесеріалі «Шибайголова».